# Юракаре (язык)
Юракаре (юракар, юрахаре, юра) — генетически изолированный язык индейцев-юракаре Боливии.
До недавнего времени наиболее полным описанием юракаре оставалась грамматика (Adam 1893), основанная на рукописях католического миссионера де ла Куевы. В настоящее время изучением языка, в том числе в полевых условиях, активно занимается нидерландский американист Рик ван Хейн (Erik van Gijn), защитивший в 2006 диссертацию, посвящённую описанию грамматики юракаре. В 2005 Фонд языков, находящихся под угрозой исчезновения (Foundation for Endangered Languages) выдал грант на подготовку юракаре-испанского и испано-юракаре словарей.

## Генетическая и ареальная информация
На 2018 год юракаре считается языком-изолятом или неклассифицированным языком ввиду отсутствия убедительных доказательств для причисления его к какой-либо группе и семье, хотя ранее высказывались гипотезы о его генетическом родстве с разными языками: Хорхе Суарес (Suárez 1969) объединял в единую макро-паноанскую семью юракаре, мосетен, пано-такананские и чонские языки; М.Сводеш (Swadesh 1959, 1962) относил юракаре к макрокечуанской языковой сети (language network), которая включала также такие территориально близкие языки как кечуа, каювава, итонама и мосетен; Дж.Гринберг (1960, 1987) и М.Кей (1979) считали юракаре экваториальным языком, относя его в андо-экваториальную макросемью наряду с языками тупи, аравакскими языками и каювава.
На юракаре говорят в центральной Боливии. Индейцы-юракаре живут рассредоточенно на довольно обширной территории, ограниченной реками Секуре и Исиборо на северо-западе и Маморе и Ичило на востоке-юго-востоке.

## Диалектное членение
Единого мнения по поводу наличия или отсутствия диалектов юракаре нет. Дэниел Бринтон (D.G.Brinton 1891) выделял 7 диалектов юракаре; Альсид Д’Орбиньи (Alcides d'Orbigny 1839) считал, что индейцы-юракаре были разделены на два племени: солото (западное племя) и мансиньо (восточное племя), говорящих на двух диалектах: соответственно, солото и мансиньо. Есть сведения о том, что носители мансиньо и солото составляли две враждующие этнические группы внутри общности юракаре. В некоторых источниках можно встретить упоминания диалекта юра, однако, по-видимому, в данном случае имеет место ошибочное употребление альтернативного названия для всего языка. Монтано Арагон (Montaño Aragón 1989) отрицал диалектное членение юракаре.

## Социолингвистическая информация
Приблизительное число говорящих на юракаре — около 2675 при общей численности этнической общности в 3333 (Adelaar 2000, оценка). Порядка 30-40 носителей — монолингвы, остальные в той или иной степени владеют и пользуются испанским языком (Diez Astete & Riester 1996): молодое поколение говорит на испанском, имея юракаре в сфере пассивного знания; старшие поколения в основном общаются между собой на юракаре, но при необходимости могут перейти на испанский. Таким образом, юракаре владеют представители всех возрастных групп, однако наблюдается тенденция к прекращению передачи языка детям, что может в перспективе привести к ситуации языкового сдвига.

## Фонология
Юракаре обладает относительно простой системой фонем, насчитывающей 7 гласных и 18 согласных.

### Гласные
|                | Передний ряд |   | Средний ряд |   | Задний ряд |
| -------------- | ------------ | - | ----------- | - | ---------- |
| Верхний подъём | i            |   | ɨ           |   | u          |
| Средний подъём |              | e |             | o |            |
| Нижний подъём  | æ            |   | a           |   |            |

### Согласные
|              |              | Губно-губные | Альвеолярные | Палатальные | Велярные | Глоттальные |
| ------------ | ------------ | ------------ | ------------ | ----------- | -------- | ----------- |
| Взрывные     | Глухие       | p            | t            | tʃ          | k        | (ʔ)         |
| Взрывные     | Звонкие      | b            | d            | dʒ          |          |             |
| Фрикативные  | Фрикативные  |              | s            | ʃ           |          | h           |
| Аппроксимант | Аппроксимант |              | ɹ            |             |          |             |
| Носовые      | Носовые      | m            | n            | ɲ           |          |             |
| Латеральный  | Латеральный  |              | l            |             |          |             |
| Полугласные  | Полугласные  | w            |              | j           |          |             |

## Типологическая характеристика

### Тип (степень свободы) выражения грамматических значений
Юракаре – полисинтетический язык, так как прослеживается тенденция к объединению большого числа морфем (как лексических, так и грамматических) в одну словоформу, часто соответствующую целому предложению в других языках.
| ti-ma-y-mala-ma               |
| 1SG-3PL-PO-идти.SG-IMP.SG     |
| 'Пойди и возьми их для меня!' |

| ti-ma-la-che-ø                             |
| 1SG-3PL-AFO-кушать-3SG                     |
| 'Он съел их у меня (e.g. с моей тарелки).' |

[Erik van Gijn. 2006:47]
| ti-ma-n-kaya-ma        | yarru |
| 1SG-3PL-IO-дать-IMP.SG | чича  |
| 'Дай мне чичу.'        |       |

[Erik van Gijn. 2006:48]
| ku-bache-ø                            |
| 3SG.CO-уходить.CAU-3SG                |
| 'Он заставил его уйти с тем, другим.' |

[Erik van Gijn. 2006:152]

### Характер границы между морфемами
Юракаре – язык агглютинативного типа: в большинстве словоформ границы между морфемами хорошо видны.Однако следует отметить, что в данном языке также встречается семантическая фузия: в примере ниже кумулятивно выражаются лицо и число субъекта (то же верно и для объекта) глагольного предиката.
| ti-ma-y-mala-m=chi                             | ku-ta-ø=ya             |
| 1SG-3PL-PO-идти.SG-IMP.SG=IGN                  | 3SG.CO-сказать-3SG=NVR |
| 'Пойди и возьми их для меня, сказала она ему.' |                        |

[Erik van Gijn. 2006:9]
| sey                                                                            | ka-la-tuwi-ø=ya            | a-yee        |
| почти                                                                          | 3SG-AFO-умирать.SG-3SG=NVR | 3SG.P-сестра |
| 'Его сестра чуть не умерла в его присутствии (во время его присмотра за ней).' |                            |              |

[Erik van Gijn. 2006:215]

### Локус маркирования в посессивной именной группе и в предикации

#### Посессивная ИГ
Тип маркирования – вершинный: к посессуму присоединяется префикс, кумулятивно выражающий лицо и число посессора; посессор не маркируется.
| ti-sibё   |
| 1SG-дом   |
| 'мой дом' |

[Erik van Gijn. 2006:74]
| shunñe          | a-pojore    |
| мужчина         | 3SG.P-каноэ |
| 'каноэ мужчины' |             |

[Erik van Gijn. 2006:10]
| juan              | a-tewi          |
| Джон              | 3SG.P-стопа:LOC |
| '(в) стопу Джона' |                 |

[Erik van Gijn. 2006:19]
Посессум может в то же время быть и посессором:
| ta-ppё-shama=w         | tuwa    | ma-oshewo=w   |
| 1PL-предок-PST=PL      | 1PL.PRN | 3PL-горшок=PL |
| 'Горшки наших предков' |         |               |

[Erik van Gijn. 2006:116]

#### Предикация
Тип маркирования – вершинный. Лицо и число актантов маркируются при помощи различных глагольных аффиксов.
| ti-ma-la-che-m                            |
| 1SG-3PL-AFO-кушать-2SG.S                  |
| 'Ты съел их у меня (e.g. с моей тарелки)' |

[Erik van Gijn. 2006:11]
| ma-dula-jti-ø=w                                    | shinama | ta-ppё-shama=w    | tuwa    | ma-oshewo=w   | lewle=w    |
| 3PL-делать;мастерить-HAB-3=PL                      | раньше  | 1PL-предок-PST=PL | 1PL.PRN | 3PL-горшок=PL | тарелка=PL |
| 'Наши предки раньше делали свои горшки и тарелки.' |         |                   |         |               |            |

[Erik van Gijn. 2006:194]

### Тип ролевой кодировки
Юракаре –язык с номинативно-аккузативной стратегией кодирования глагольных актантов: субъект непереходного глагола и агенс переходного глагола одинаково кодируются с помощью суффиксов, присоединяемых к глагольной словоформе, пациенс же переходного глагола кодируется с помощью префикса, также присоединяемого к глагольной словоформе:
| dele-m          |
| падать.SG-2SG.S |
| 'Ты падаешь.'   |

| ti-bobo-m              |
| 1SG-ударять;бить-2SG.S |
| 'Ты ударяешь меня.'    |

[Erik van Gijn. 2006:145]
| ta-meme=w                     | ta-meme-shama=w | ayma=ja    | ma-che-ø       |
| 1Pl-мать=PL                   | 1Pl-мать-PST=PL | огонь=EMPH | 3PL-кушать-3SG |
| 'Огонь сжёг наших родителей.' |                 |            |                |

[Erik van Gijn. 2006:336]

### Базовый порядок слов
Порядок слов в юракаре относительно свободный, но можно отметить тенденцию к размещению глагола перед субъектом и объектом.

## Языковые особенности
Некоторые глаголы в юракаре имеют супплетивные формы в зависимости от числа участников ситуации (субъектов для непереходных глаголов и объектов для переходных глаголов):
| mala-y        |
| идти.SG-1SG.S |
| 'Я иду.'      |

| bali-ø=w     |
| идти.PL-3=PL |
| 'Они идут.'  |

[Erik van Gijn. 2006:146]
В юракаре существительные и прилагательные могут выступать в роли стативных предикатов, причём смена части речи формально никак не выражена: 
| Arsenio=ja                | poropesor-shta-ø=la |
| Арсенио=EMPH              | учитель-FUT-3SG=VAL |
| 'Арсенио будет учителем.' |                     |

[Erik van Gijn. 2006:79]
Некоторые существительные, обозначающие предметы и обычно встречающиеся группами, не имеют показателя множественного числа 'w'. Соответственно, при необходимости выразить единственное число подобного рода существительных к ним добавляют этот показатель. В результате получаются пары типа bisi ‘брат’ – bisi=w ‘братья’, но tomete=w ‘стрела’ – tomete ‘стрелы’. Однако подобное обратное маркирование нестрогое: множественное число таких существительных также может образовываться по стандартной модели с показателем 'w':
| bёm-ima=w             | ti-ewte=w    |
| много-COL=PL          | 1SG-метла=PL |
| 'У меня много мётел.' |              |

[Erik van Gijn. 2006:96]

## Список сокращений
SG - singular, PL - plural, PO – purposive object, IMP – imperative, AFO – affected object, IO – indirect object, CO – cooperative object, COL – collective, CAU – causative, IGN – ignorative, NVR – non-veridical, P – possessive, LOC – locative, PST – past, PRN – pronoun, S – subject, HAB – habitual, EMPH – emphasis, FUT – future, VAL – validational.